# Mabel Van Buren
Mabel Van Buren (17 de julio de 1878 – 4 de noviembre de 1947) fue una actriz teatral y cinematográfica de nacionalidad estadounidense, activa principalmente en la época del cine mudo.

## Biografía
Nacida en Chicago, Illinois, como actriz teatral fue primera intérprete en las obras The Virginian y The Squaw Man (1909). Se inició en el cine con D.W. Griffith en 1910, actuando para la compañía American Mutoscope and Biograph Company, cuya sede se encontraba en Nueva York. Van Buren empezó a destacar como actriz cinematográfica en 1914, coincidiendo con el desarrollo de los filmes en formato largometraje. Así, protagonizó The Girl of the Golden West (1915), bajo la dirección de Cecil B. DeMille, director que llevó a Van Buren al oeste, a Hollywood. Allí, ella fue la primera estrella protagonista del estudio Famous Players-Lasky, con sede en Vine Street, en Hollywood.
Su última actuación destacada tuvo lugar en Neighbor's Wives (1933), film en el cual encarnaba a Mrs. Lee, aunque siguió actuando en el cine hasta el fallecimiento de su marido, el actor y director James Gordon. Otras cintas importantes de Van Buren fueron The Warrens of Virginia (1915), The Man From Home (1914), y Craig's Wife (1928). En total trabajó en más de ochenta películas.
Mabel Van Buren falleció en 1947 en el St. Vincent's Hospital, en Hollywood, California, a causa de una neumonía. Tenía 69 años de edad. Fue enterrada en el Cementerio de Holy Cross, en Culver City, California. Su hija, Katherine Van Buren, fue también actriz.

## Filmografía parcial[2]
| - Serious Sixteen, de D.W. Griffith (1910) - The House with Closed Shutters, de D.W. Griffith (1910) - The Usurer, de D.W. Griffith (1910) - An Old Story with a New Ending, de D.W. Griffith y Frank Powell (1910) - Wilful Peggy, de D.W. Griffith (1910) - A Summer Tragedy, de D.W. Griffith y Frank Powell (1910) - A Lively Affair (1912) - The Bridge of Shadows, de Fred Huntley (1913) - The Probationer, de Fred Huntley (1913) - The Touch of a Child (1913) - Mounted Officer Flynn (1913) - The Carbon Copy, de David Miles (1914) - Message from Across the Sea (1914) - The Charmed Arrow, de Fred Huntley (1914) - Tony and Maloney (1914) - Through the Centuries, de Fred Huntley (1914) - Tested by Fire, de Fred Huntley (1914) - The Tragedy of Ambition, de Colin Campbell (1914) - Elizabeth's Prayer, de Fred Huntley (1914) - While Wifey Is Away, de Fred Huntley (1914) | - The Midnight Call, de Fred Huntley (1914) - When Thieves Fall Out, de Fred Huntley (1914) - Brewster's Millions, de Oscar Apfel y Cecil B. DeMille (1914) - The Dishonored Medal, de Christy Cabanne (1914) - The Master Mind, de Oscar Apfel y Cecil B. DeMille (1914) - The Man from Home, de Cecil B. DeMille (1914) - The Girl of the Golden West, de Cecil B. DeMille (1915) - The Warrens of Virginia, de Cecil B. DeMille (1915) - Bill Haywood, Producer, de Tom Mix (1915) - Should a Wife Forgive?, de Henry King (1915) - The Victoria Cross, de Edward LeSaint (1916) - The Love of Madge O'Mara, de Colin Campbell (1917) - Young Mrs. Winthrop, de Walter Edwards (1920) - Beyond the Rocks, de Sam Wood (1922) - His Secretary, de Hobart Henley (1925) - Mississippi, de A. Edward Sutherland y Wesley Ruggles (1935) |